# Кафедра «Металлургические технологии» Санкт-Петербургского политехнического университета Петра Великого
Кафедра «Металлургические технологии» (ранее — Теоретические основы металлургии цветных металлов, ТОМЦМ) — кафедра Института металлургии, машиностроения и транспорта Санкт-Петербургского политехнического университета Петра Великого. Основана профессором П. П. Федотьевым в 1902 году, одновременно с основанием Металлургического факультета Санкт-Петербургского Политехнического института. Кафедра ведёт подготовку специалистов в области металлургии цветных, редких и благородных металлов, а также в области гальванотехники, технологиях химической и электрохимической обработки поверхности металлов.
Заведующий кафедрой — доктор химических наук, профессор Рустам Аминович Мирзоев.

## Основные направления деятельности
- пирометаллургия тяжелых цветных металлов (Pb, Zn, Cu, Ni, Co);
- исследование вещества методами термического анализа и термогравиметрии;
- электро- и гидрометаллургия тяжелых цветных металлов (Cu, Ni, Zn);
- металлургия лёгких цветных металлов (Ti, Mg, Al);
- металлургия благородных металлов (Pd, Pt, Ag, Au);
- металлургия редких металлов (Sc, Ga, Ge, W, Mo);
- электрохимические и химические методы обработки металлической поверхности (оксидирование, гальванические покрытия, полирование).

## История
В истории развития кафедры прослеживаются три основных направления: электрометаллургия цветных металлов, пирометаллургия и производство сплавов цветных металлов.
Основоположник первого направления — член-корреспондент АН СССР, профессор Павел Павлович Федотьев (1864—1934). Он организовал лабораторию, оборудованную по последнему слову техники того времени, и развернул исследования в области электролитического получения и рафинирования железа, никеля, кобальта и цинка. В отличие от доминирующего тогда в науке эмпирического подхода П. П. Федотьев стремился при решении практических вопросов понять физико-химическую и электрохимическую сущность явлений и процессов и на этой основе дать технически правильные решения для промышленности.
П. П. Федотьев одним из первых в России исследовал процесс электролитического получения алюминия из криолитоглиноземных расплавов, что позволило сформулировать основы теории получения этого металла электролизом, значение которой было признано учёными во всем мире. Теория была опубликована в 1912 году, когда в России ещё никто не думал о создании алюминиевой промышленности.
После 1917 года П. П. Федотьев продолжал работать в области электрометаллургии алюминия и магния. С начала 30-х годов ему удалось создать крупнейшую в СССР школу электрохимиков и электрометаллургов, представленную такими учёными, как: Ю. В. Баймаков, Г. А. Абрамов, В. М. Гуськов, И. И. Нарышкин, B.C.Ляшенко, Б. В. Стендер и др. Капитальный труд П. П. Федотьева «Электролиз в металлургии», вышедший в 1933—1934 годах в двух томах, был основным учебником для студентов и инженеров и принёс автору мировое признание. Наряду с научной и педагогической деятельностью П. П. Федотьев активно включился в работу по созданию в СССР алюминиевой промышленности. Он руководил участком опытных алюминиевых электролизеров на заводе «Красный выборжец», опыт работы на котором использован при строительстве и эксплуатации первенца алюминиевой промышленности России — Волховского алюминиевого завода.
После смерти П. П. Федотьева (20 марта 1934 года) кафедру «Электрометаллургия цветных металлов» возглавил его ближайший ученик, профессор Юрий Владимирович Баймаков (1894—1980). Более 60 лет своей жизни он посвятил развитию отечественной металлургии цветных металлов. Ю. В. Баймаков был главным металлургом завода «Красный выборжец», осваивал производство алюминия вначале на опытном участке, затем в качестве главного инженера строительства Волховского алюминиевого завода. В должности заведующего кафедрой Политехнического института Ю. В. Баймаков проработал 40 лет (1934—1974). Его деятельность тесно связана с промышленностью. В течение многих лет Ю. В. Баймаков консультировал по вопросам проектирования крупных предприятий алюминиевой, магниевой и никелевой промышленности. В начале 50-х годов при кафедре им была организована проблемная лаборатория чистых металлов. Были исследованы способы получения чистого железа, меди и других металлов, разработаны методы получения чистого титана и хрома электролизом расплавленных солей. Электрохимия расплавленных электролитов становится основным направлением деятельности Ю. В. Баймакова. В течение всей трудовой деятельности Ю. В. Баймаков стремился передать свой богатый инженерный и научный опыт молодёжи. Им написан ряд учебников и учебных пособий, которые изучали многие поколения студентов и аспирантов.
Основателем пирометаллургического направления был Георгий Григорьевич Уразов (1884—1957). После окончания Санкт-Петербургского политехнического института в 1909 году он был оставлен в нём для преподавания. Ученик академика Н. С. Курнакова, Г. Г. Уразов внёс значительный вклад в учение о дальтонидах и бертоллидах применительно к металлическим системам, принимал активное участие в создании метода переработки тихвинских бокситов способом спекания. Он был одним из создателей способа переработки руд цветных металлов методом хлорирования. Много сил Г. Г. Уразов отдал педагогической работе, будучи с 1921 года профессором Политехнического института. Сочетая учебную и преподавательскую работу в институте общей и неорганической химии АН СССР, совместно с Я. С. Курнаковым, он выполнил ряд исследований по изучению соляных месторождений, положивших начало технологии их переработки.
Продолжил пирометаллургическое направление в Политехническом институте ученик Г. Г. Уразова, профессор Николай Андреевич Филин (1904—1984). Он в соавторстве с Г. Г. Уразовым исследовал строение никелевых штейнов и построил диаграмму состояния сульфида никеля с сульфидом железа. После защиты докторской диссертации в 1945 году организовал кафедру «Пирометаллургия цветных металлов», объединённую в 1958 году с кафедрой «Электрометаллургия цветных металлов» в единую кафедру «Электропирометаллургия цветных металлов», возглавляемую Ю. В. Баймаковым, где и продолжал работать. Наряду с металлургией никеля он много работал в области производства сплавов цветных металлов. Им разработаны способы рафинирования типографских сплавов, новые аккумуляторные сплавы, хромовые бронзы, ряд алюминиевых сплавов, термодиффузионный способ свинцевания алюминия и др.
В известной мере работы Н. А. Филина продолжали третье направление в деятельности кафедры — производство сплавов цветных металлов. Основоположник этого направления — профессор Михаил Порфирьевич Славинский (1886—1941). Им организована и возглавлялась в течение 11 лет (с 1930 года) кафедра «Производство сплавов цветных металлов». Под руководством М. П. Славинского были проделаны очень важные и пионерские, по сути, работы в области получения композиционых материалов, в частности, медно-графитовые и бронзографитовые материалы, алюминиево-графитовые композиции. Большое число очень важных в научном и практическом отношении работ М. П. Славинского не были опубликованы и утеряны во время блокады Ленинграда.
Следует упомянуть ещё об одном направлении деятельности кафедры, которое не является чисто металлургическим. Это электрохимическая обработка металлов, то есть обработка поверхности металлических изделий методами электролиза. Сюда относится гальванотехника, размерная обработка металлов, оксидирование и др. С начала работы кафедры гальванотехникой занимался П. П. Федотьев в рамках технической электрохимии. Много работал в области обработки металлов Ю. В. Баймаков. Дальнейшее развитие это направление получило в работах К. П. Баташева и Р. А. Мирзоева.
С 1975 по 1990 годы кафедрой заведовал профессор Михаил Михайлович Ветюков — широко известный специалист в области электрометаллургии алюминия. Окончив в 1941 году Ленинградский политехнический институт по специальности металлургия цветных металлов, он некоторое время работал на Уральском алюминиевом заводе, затем обучался в аспирантуре ЛПИ под руководством профессора Г. А. Абрамова. Работал на кафедре ассистентом, доцентом. После защиты докторской диссертации в 1973 году получил звание профессора. Основное направление его научной деятельности — разработка современной теории электрометаллургических процессов получения алюминия. Привлекая в исследованиях новейшие достижения электрохимии расплавленных солей М. М. Ветюкову удалось внести значительный вклад в теорию строения электролитов, в кинетику электродных процессов и в минимизацию расхода углерода при электролизе криолитоглиноземных расплавов. Были разработаны теоретические основы электролиза хлоралюминатных расплавов — альтернативного метода получения алюминия. На основе теоретических исследований даны рекомендации по снижению расхода углерода при электролизе, новые рецептуры анодной массы и др.
За время полувековой деятельности на кафедре М. М. Ветюков воспитал сотни специалистов-инженеров по цветной металлургии, автор свыше 150 научных статей и книг, среди которых изданный в 1987 году учебник «Электрометаллургия алюминия и магния» (соавторы A.M.Цыплаков и С. Н. Школьников), обобщающий научные достижения М. М. Ветюкова и его многочисленных учеников.
С 1990 года кафедрой заведует профессор, член-корреспондент Российской академии естественных наук Леонид Васильевич Волков — известный специалист в области металлургии тяжёлых цветных металлов. Он воспитанник кафедры, окончил ЛПИ по специальности «Металлургия цветных металлов» в 1961 году, обучался в аспирантуре, работал в институте «Гипроникель», где возглавлял лабораторию электролиз никеля. В период с 1970 по 1980 годы под его руководством создана технология электролиза никеля на российских предприятиях, обеспечивающая высокие технико-экономические показатели производства высокочистого никеля. Результаты работы обобщены в докторской диссертации, защищённой в 1984 году. Технология внедрена на многих никелевых предприятиях страны.
С 1980 года Л. В. Волков работает на кафедре Электропирометаллургия цветных металлов ЛПИ. Здесь им проделана большая методическая работа: модернизирован курс гальванотехника, подготовлен новый курс — гидрометаллургия цветных металлов, существенно обновлён курс электрометаллургия тяжёлых цветных металлов. С 1990 года наряду с заведованием кафедрой ЛПИ, Л. В. Волков работает заместителем директора института «Гипроникель» по научной работе.
Юрий Вениаминович Борисоглебский окончил Ленинградский политехнический институт им. М. И. Калинина в 1969 году и остался работать на кафедре Электропирометаллургия цветных металлов. Работал старшим инженером, младшим научным сотрудником, ассистентом, доцентом. После защиты в 1992 году докторской диссертации ему присвоено звание профессора. Основное направление его научной работы — физическая химия и электрохимия расплавленных солей, электрометаллургия алюминия и электрометаллургия магния. В его работах получила развитие теория электролиза криолитоглиноземных и хлоралюминатных расплавов. Им установлены кинетические характеристики катодного и анодного процессов при электролизе криолитоглиноземных расплавов, определено влияние растворённого алюминия на электропроводность расплава.
Впервые Ю. В. Борисоглебским получены данные по физико-химическим свойствам хлоралюминатных расплавов (плотность, вязкость, электропроводимость, коэффициенты диффузии ионов алюминия и др.) и кинетике электродных процессов в них. Таким образом, были разработаны основы теории получения алюминия электролизом хлоралюминатных расплавов. Много внимания им было уделено исследованиям коррозионной стойкости металлоподобных и неметаллических тугоплавких соединений в криолитоглиноземных и хлоридных расплавах, разработке технологии получения новых материалов в условиях обжига и пуска электролизеров, что позволило рекомендовать новые материалы для футеровки алюминиевых электролизеров.
Профессор Рустам Аминович Мирзоев возглавляет на кафедре направление по электрохимической обработке металлов. Воспитанник кафедры (окончил ЛПИ в 1962 году), он длительное время работал в научно-исследовательских учреждениях, занимаясь вопросами обработки металлов электрохимическими методами. Окончил заочную аспирантуру при Институте электрохимии РАН и в 1971 году защитил кандидатскую диссертацию по теории размерной электрохимической обработки. С 1971 по 1983 годы работал старшим научным сотрудником института «Гириконд», где занимался вопросами пассивации и механизмов её нарушения, теорией и практикой питтингового растворения металлов, теорией роста анодных оксидных плёнок. С 1983 года Р. А. Мирзоев переходит на работу в ЛПИ доцентом, затем, после защиты докторской диссертации в 1993 году, становится профессором кафедры.
Работая на кафедре, Р. А. Мирзоев провёл большую работу по модернизации курса гальванотехники, усовершенствованию лабораторного практикума. Им создан новый курс «Моделирование и оптимизация металлургических процессов». Р. А. Мирзоев — автор множества научных публикаций, обзоров и изобретений, эксперт журналов «Электрохимия» и «Прикладная химия». Вместе с сотрудниками кафедры он активно работает по заказам предприятий Петербурга в области усовершенствования гальванических процессов и улучшения состояния экологии. Выдающиеся достижения Р. А. Мирзоева получили международное признание: в 1994 году он избран действительным членом Нью-Йоркской Академии наук.
Профессор Яков Михайлович Шнеерсон — известный специалист в области гидрометаллургических процессов в цветной металлургии, специализирующийся в области автоклавных процессов.
Большой вклад в развитие пирометаллургического направления и направления по производству сплавов цветных металлов внёс доцент Вячеслав Федорович Серебряков. Выпускник кафедры (1964), работал некоторое время на Ленинградском аккумуляторном заводе, затем с 1969 года — на кафедре в должности ассистента, а с 1978 года в должности доцента. Основное направление его научной работы в области пирометаллургии — физико-химическое исследование автогенных процессов переработки медно-никелевого сырья, включающее построение диаграмм состояния систем медь-никель-сера-железо-кислород, определение активности компонентов сульфидных систем, распределение цветных металлов между шлаками и сульфидными и металлическими расплавами, а также определение состава газовых фаз и их влияние на показатели автогенных и других плавок.
В области производства сплавов цветных металлов им разработаны новые легкоплавкие сплавы специального назначения, а также технологии рафинирования свинцово-оловянных припоев и аккумуляторного лома. В последнее время разработана и внедряется новая безотходная технология получения свинца и богатого по сурьме свинцосурьмянистого сплава из аккумуляторного лома.